# Énergie au Kenya
Le secteur de l'énergie au Kenya est caractérisé par une consommation par habitant très faible, inférieure de 71 % à la moyenne mondiale en 2021, et par l'absence de ressources fossiles, jusqu'à la découverte en 2012 d'un gisement de pétrole, non encore exploité ; le pays importe donc la totalité des hydrocarbures dont il a besoin. Les énergies les plus utilisées en 2021 sont la biomasse traditionnelle (62 % de la consommation primaire d'énergie), le pétrole (18,5 %) et les énergies renouvelables  (17 %, surtout géothermie, éolien et hydroélectricité).
L'électricité représente seulement 5,1 % de la consommation finale d'énergie du pays en 2021, et la consommation d'électricité du pays par habitant atteint seulement 5,6 % de la moyenne mondiale. La production d'électricité repose à 89,8 % sur les énergies renouvelables, en particulier la géothermie (40,7 %) : le Kenya est, en 2021, le 8e producteur d'électricité géothermique avec 5,3 % de la production mondiale ; le pays investit massivement dans le développement de cette ressource, dont le potentiel est considérable ; il envisage d'exporter une partie de sa production. Il développe aussi l'hydroélectricité (29,7 %), l'éolien (16 %) et plus récemment le solaire (1,3 %).

## Énergie fossile
Le Kenya ne disposait d'aucune ressource fossile jusqu'à la découverte en 2012 d'un gisement de pétrole dans le bassin de Lokichar, au nord du pays. Les réserves étaient estimées en 2016 à un milliard de barils, mais le gisement est situé dans une région reculée, à 850 km du port de Lamu, le site d'exportation le plus vraisemblable. Le Kenya avait négocié avec l'Ouganda, qui a découvert des réserves encore plus importantes sur son territoire, pour la création d'un oléoduc commun afin de partager les investissements, mais l'Ouganda a finalement abandonné ce projet en 2016, préférant exporter son pétrole par le port tanzanien de Tanga, déjà pleinement opérationnel alors que celui de Lamu est en construction ; de plus, l'Ouganda craignait d'éventuelles attaques des islamistes somaliens al-Shabab. Le Kenya prévoit donc de construire seul son oléoduc Lokichar-Lamu (821 km) d'une capacité de 80 000 barils/jour, dont la mise en service est prévue pour 2022 ; d'ici là, un programme pilote d'exportation a été mis en place, le pétrole étant transporté par camion sur 1 000 km jusqu'au port de Mombasa.
Le Kenya importe encore la totalité de ses besoins en combustibles fossiles : 269,6 PJ en 2021, dont 245 PJ de produits pétroliers et 24,6 PJ de charbon.

## Secteur aval
Le Kenya dispose d'une raffinerie à Mombasa (Kenya Petroleum) ; d'une capacité de 35 000 barils par jour, elle a arrêté ses activités fin 2013. Elle devrait être remise à niveau et relancée dans le cadre du « plan national pour le développement et la commercialisation de pétrole » approuvé par le gouvernement kényan le 11 août 2016.
Les 245 PJ de produits pétroliers importés en 2021 ont été utilisés pour les transports internationaux (23,5 PJ), pour la production électrique (15,6 PJ) et pour la consommation finale (198,9 PJ), qui se répartit en 76 % pour les transports, 6 % pour l'industrie, 8,5 % pour les usages résidentiels, 5,9 % pour le secteur tertiaire, 2,2 % pour les usages non énergétiques (chimie) et 1,2 % pour l'agriculture.

## Consommation d'énergie primaire
La consommation intérieure d'énergie primaire du Kenya s'élevait en 2021 à 1 196 PJ, dont 62 % de biomasse et déchets, 18,5 % de pétrole, 16 % de géothermie, éolien et solaire, 2,1 % de charbon et 1,1 % d'hydroélectricité.
La consommation d'énergie primaire par habitant était en 2021 de 22,57 GJ/hab, inférieure de 71 % à la moyenne mondiale (78,42 GJ/hab) ; la France était à 144,49 GJ/hab, les États-Unis à 270,89 GJ/hab.

## Secteur électrique
L'électricité représentait 5,1 % de la consommation finale d'énergie du pays en 2021.
La consommation d'électricité du pays était de 0,2 MWh par habitant en 2021, soit seulement 5,6 % de la moyenne mondiale (3,6 MWh/hab), 3 % de celle de la France (6,6 MWh/hab) et 1,6 % de celle des États-Unis (12,9 MWh/hab).

### Production d'électricité
| Source                                                  | 1990  | %      | 2000  | %      | 2010  | %      | 2020   | %      | 2021   | % 2021 | var. 2021/1990 |
| Pétrole                                                 | 231   | 7,1 %  | 2 124 | 53,0 % | 2 586 | 36,1 % | 754    | 6,5 %  | 1 262  | 10,2 % | +446 %         |
| Hydraulique                                             | 2 477 | 76,6 % | 1 325 | 33,0 % | 3 224 | 45,0 % | 4 232  | 36,2 % | 3 675  | 29,7 % | +48 %          |
| Géothermie                                              | 326   | 10,1 % | 429   | 10,7 % | 1 057 | 14,8 % | 5 059  | 43,3 % | 5 037  | 40,7 % | +1445 %        |
| Biomasse-déchets                                        | 201   | 6,2 %  | 133   | 3,3 %  | 270   | 3,8 %  | 218    | 1,9 %  | 250    | 2,0 %  | +24 %          |
| Éolien                                                  |       |        |       |        | 17    | 0,2 %  | 1 331  | 11,4 % | 1 984  | 16,0 % | ns             |
| Solaire                                                 |       |        |       |        | 3     | 0,0 %  | 88     | 0,8 %  | 167    | 1,3 %  | ns             |
| Total énergies renouvelables                            | 3 004 | 92,9 % | 1 887 | 47,0 % | 4 571 | 63,9 % | 10 931 | 93,5 % | 11 114 | 89,8 % | +270 %         |
| Total                                                   | 3 235 | 100 %  | 4 011 | 100 %  | 7 157 | 100 %  | 11 685 | 100 %  | 12 376 | 100 %  | +283 %         |
| Source des données : Agence internationale de l'énergie |       |        |       |        |       |        |        |        |        |        |                |

Le gouvernement a annoncé des objectifs de 100 % d'énergies renouvelables dans le mix électrique en 2020 et de 23 GW de capacités renouvelables en 2030. Mais simultanément il maintient deux projets de centrales au charbon à mettre en service en 2024 dans le comté de Lamu et en 2034 dans le comté de Kitui, qui sont très critiqués. En 2019, la Banque africaine de développement s'est retirée du financement du projet de centrale de Lamu.

#### Thermique fossile
Le Kenya disposait fin 2018 de onze centrales thermiques d'une puissance totale de 751,5 MW ; la plus puissante, Kipevu 3 (115 MW) à Mombasa, a été mise en service en 2011 par l'entreprise publique KenGen (Kenya Electricity Generating Company), mais la plupart appartiennent à des producteurs indépendants ; elles sont équipées de groupes diesel, brûlant du fioul lourd, sauf deux turbines à gaz brûlant du kérosène. Leur coût de production est deux fois plus cher que celui des centrales géothermiques et quatre fois plus cher que celui des centrales hydroélectriques, mais elles sont indispensables pour assurer la continuité de la fourniture d'électricité lors des périodes de sécheresse et lorsque des centrales géothermiques sont en maintenance ; leur flexibilité est également précieuse pour faire face aux pics et creux de la demande.
Le projet de centrale à charbon (1 050 MW) de Lamu, à 21 km au nord de la ville de Lamu, dans le comté du même nom, sur la côte de l'Océan indien, fait l'objet d'une bataille juridique depuis des années. le Tribunal national de l’environnement a invalidé, le 26 juin 2019, le permis environnemental délivré en 2016 au projet de construction ; le développeur du projet, Amu Power, devra reprendre la procédure d’étude d’impact environnemental (EIE) en consultant effectivement les communautés,.

#### Hydroélectricité

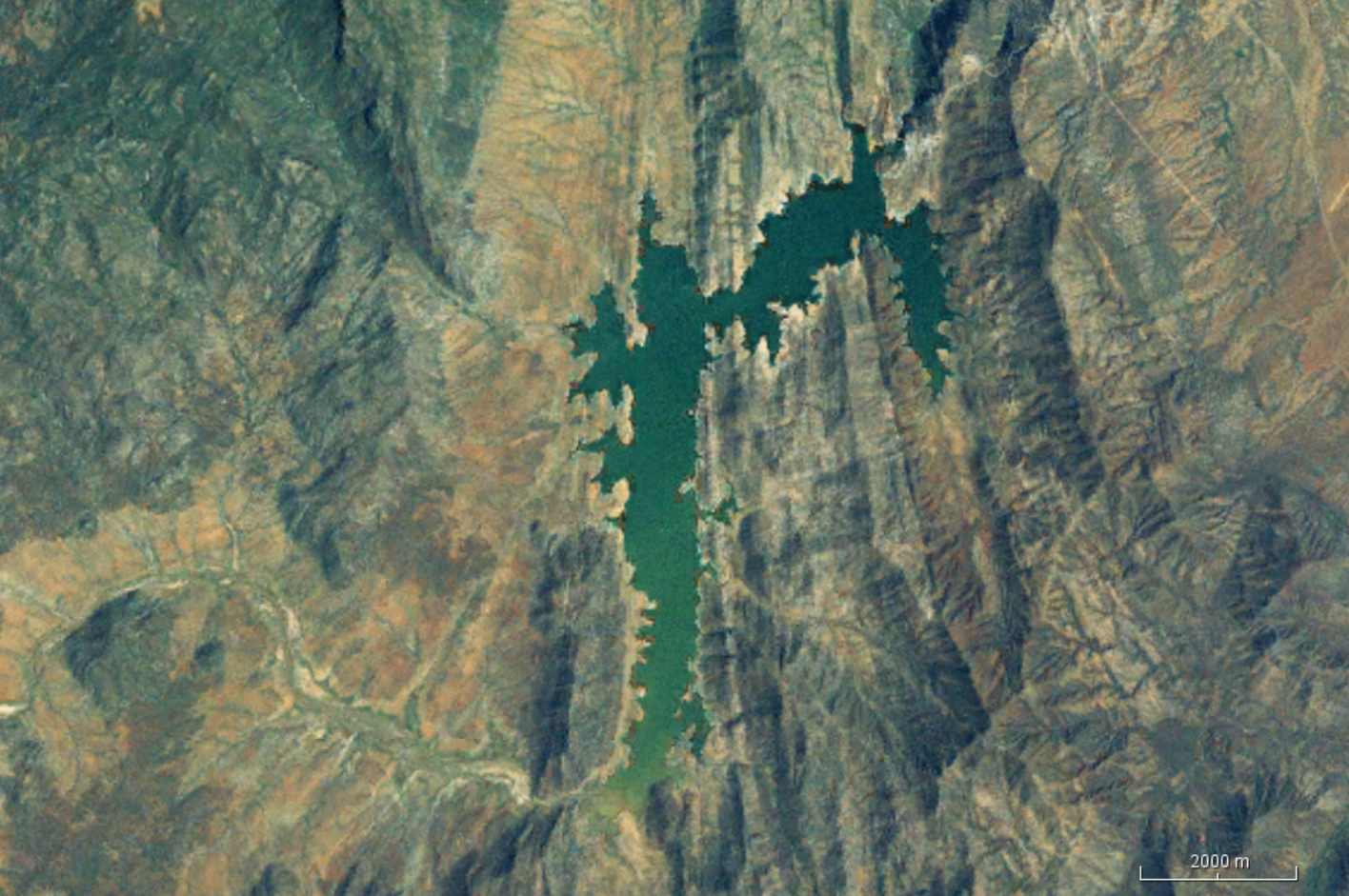
Barrage de Turkwel en 2020.

Les centrales hydroélectriques du Kenya atteignent fin 2023 une puissance installée de 837 MW, au 16e rang en Afrique, et ont produit 3 TWh en 2023.
La quasi-totalité de ces centrales appartiennent à l'entreprise publique KenGen : neuf centrales de plus de 10 MW et cinq plus petites, totalisant 818 MW en 2019.
La majeure partie du parc hydroélectrique du Kenya est constituée du « Seven Forks Scheme » sur le fleuve Tana, qui totalise 540 MW avec cinq centrales, la principale étant la centrale de Gitaru (225 MW), une centrale au fil de l'eau, construite de 1975 à 1978 avec 2 groupes ; le troisième a été ajouté en 1999 ; son débit est régularisé par les réservoirs de Masinga et Kamburu situés à l'amont, qui sont équipés de centrales de 40 MW et 93 MW respectivement. A l'aval, la centrale de Kindaruma (72 MW) date de 1968 et celle de Kiambere (165 MW) a été construite de 1983 à 1988.
La centrale de Turkwel (106 MW), construite de 1986 à 1991 dans le comté de West Pokot près de la frontière ougandaise, turbine les eaux du barrage de Turkwel, aménagement à buts multiples sur la rivière Turkwel.
Le projet de centrale de High Grand Falls (693 MW), sur le fleuve Tana, a été adjugé en octobre 2018 à l'entreprise britannique GBM Engineering Consortium ; le réservoir aura une surface de 165 km2 et un volume de 5,6 milliards de m3 ; il alimentera en eau la ville de Lamu ; son achèvement est prévu en 2032.

#### Géothermie
Le Kenya est en 2021 le 8e producteur d'électricité géothermique avec 5,3 % de la production mondiale.

#### Solaire
En juin 2018, l’État du Kenya a accordé un contrat de 20 ans à la société privée kényane Kenergy Renewables pour l’achat de 40 MW à cette entreprise. La centrale, d’un coût estimé à 60-70 millions de dollars environ, sera bâtie à Laikipia, dans le nord du Kenya.
La centrale solaire photovoltaïque de Garissa (54,5 MW), en construction pour la Rural Electrification Authority (REA) près de la ville de Garissa, devait entrer en service en décembre 2018.
La construction de la centrale solaire photovoltaïque d'Alten (40 MW), alias Keesses 1, près de la ville d'Eldoret, capitale du comté d'Uasin Gishu, à l'ouest, a commencé en décembre 2018 et devrait s'achever en 2019. Le constructeur prévoit une deuxième centrale de même taille : Kesses 2.
Deux autres centrales de la même taille sont en construction près d'Eldoret par Radiant Energy et Eldosol Energy, avec des financements de la Banque européenne d'investissement.
Autres centrales en construction : Rumuruti (40 MW), comté de Laikipia, Malindi (52 MW), comté de Kilifi et Kopere (40 MW), comté de Nandi, développé par le français Voltalia.
Le 25 février 2021, EDF annonce deux prises de participation dans des entreprises actives dans le domaine du solaire au Kenya : 50 % d'Econet Energy Kenya, une filiale du groupe africain DPA spécialisée dans le solaire en toitures à destination des entreprises et 23 % de Bboxx Kenya, entreprise britannique spécialisée dans l'installation de kits solaires autonomes.

#### Projet de centrale nucléaire
L'Agence kényane pour l'énergie nucléaire Nuclear Power and Energy Agency (NuPEA) projette d'installer une centrale nucléaire de 1 000 MW d'ici 2027, puis 4 000 MW en 2033, mais le ministre de l'énergie considère que le pays ne devrait se tourner vers l'électricité nucléaire qu'après avoir complètement exploité les autres sources d'énergie. L'Agence annonce en juillet 2019 la signature avec la firme chinoise China National Nuclear Corporation d'un contrat pour une étude de « caractérisation de site » d'une durée de deux ans afin de déterminer le site le mieux adapté. Trois régions sont envisagées : la côte de l'Océan indien, le lac Victoria et le lac Turkana.

### Réseaux
Grâce au développement de la production géothermique, le gouvernement a passé un accord avec le Rwanda pour commencer à lui fournir de l’énergie géothermique à partir de 2020, et envisage des interconnexions pour alimenter d’autres pays de la région tels que la Tanzanie ou l’Éthiopie.
Le chantier de l'interconnexion Kenya-Éthiopie s'est achevé en août 2019 et sa mise en service est prévue en 2020 ; elle formera la colonne vertébrale du Pool électrique d'Afrique orientale. Le projet d'interconnexion Éthiopie-Kenya-Tanzanie-Zambie établira des liens avec le Pool électrique méridional.

### Promotion de l'électromobilité
Le gouvernement kenyan soutient depuis 2023 l’adoption des véhicules électriques : les batteries sont exemptées de TVA, les frais d’importation des pièces détachées ont été considérablement réduits, et la loi des finances prévoit une exonération de TVA pour les fabricants locaux de véhicules électriques. En 2023, une campagne de promotion des motos et tuk-tuks électriques a été lancée. En 2024, le président William Ruto annonce un programme d'équipement des forces de police et des fonctionnaires de l’administration nationale de 1000 véhicules électriques par an. Le gouvernement s’engage à installer des bornes de recharge à proximité des lieux de travail et à fournir à chaque employé un chargeur pour son véhicule électrique.

## Émissions de gaz à effet de serre
Les émissions de CO2 liées à l'énergie au Kenya ont atteint 17,4 Mt en 2021, soit 0,33 tonnes de CO2 par habitant, soit seulement 7,7 % de la moyenne mondiale : 4,26 t (États-Unis : 13,76 t ; France : 4,28 t).